# Lönsås socken
Lönsås socken i Östergötland ingick i Bobergs härad, ingår sedan 1971 i Motala kommun och motsvarar från 2016 Lönsås distrikt.
Socknens areal är 19,32 kvadratkilometer, varav 17,55 land. År 2000 fanns här 351 invånare. Kyrkbyn Lönsås med sockenkyrkan Lönsås kyrka ligger i denna socken.

## Administrativ historik
Lönsås socken har medeltida ursprung.
Vid kommunreformen 1862 övergick socknens ansvar för de kyrkliga frågorna till Lönsås församling och för de borgerliga frågorna till Lönsås landskommun. Landskommunen inkorporerades 1952 i Bobergs landskommun, uppgick 1971 i Motala kommun. Församlingen uppgick 2008 i Fornåsa församling.
1 januari 2016 inrättades distriktet Lönsås, med samma omfattning som församlingen hade 1999/2000.  
Socknen har tillhört samma fögderier och domsagor som Bobergs härad.  De indelta soldaterna tillhörde  Första livgrenadjärregementet, Vreta Klosters kompani och Andra livgrenadjärregementet, Bergslags kompani.

## Geografi
Lönsås socken ligger intill sydöstra stranden av Boren. Socknen är en uppodlad slättbygd med skogstrakter i väster.

## Fornlämningar
Kända från socknen är två gravfält och en domarring från järnåldern. Fyra runristningar är kända, två nu borta.

## Namnet
Namnet (1361, Lönsaas) kommer från kyrkbyn. Förleden är lönn(ar). efterleden ås syftar på den höjd där kyrkan ligger. Samma ås, som skiljer Motala ströms vattensystem i norr från Svartån i söder, går genom de närliggande socknarna Fornåsa och Skeppsås, som också har efterleden -ås i sina namn.

### Fotnoter
1. 1 2  Svensk Uppslagsbok andra upplagan 1947–1955: Lönsås socken
2. 1 2  Harlén, Hans; Harlén Eivy (2003). Sverige från A till Ö: geografisk-historisk uppslagsbok. Stockholm: Kommentus. Libris 9337075. ISBN 91-7345-139-8
3. ↑  ”Församlingar”. Statistiska centralbyrån. https://www.scb.se/hitta-statistik/regional-statistik-och-kartor/regionala-indelningar/forsamlingar/. Läst 30 december 2022.
4. ↑  Administrativ historik för Lönsås socken (Klicka på församlingsposten). Källa: Nationella arkivdatabasen, Riksarkivet.
5. 1 2  Sjögren, Otto (1931). Sverige geografisk beskrivning del 2 Östergötlands, Jönköpings, Kronobergs, Kalmar och Gotlands län. Stockholm: Wahlström & Widstrand. Libris 9939
6. 1 2  Nationalencyklopedin
7. ↑  Fornlämningar, Statens historiska museum: Lönsås socken
8. ↑  Fornminnesregistret, Riksantikvarieämbetet: Lönsås socken Fornminnen i socknen erhålls på kartan genom att skriva in sockennamn (utan "socken") i "Ange geografiskt område"
9. ↑  Mats Wahlberg, red (2003). Svenskt ortnamnslexikon. Uppsala: Institutet för språk och folkminnen. Libris 8998039. ISBN 91-7229-020-X. https://isof.diva-portal.org/smash/get/diva2:1175717/FULLTEXT02.pdf
10. ↑  Jan Paul Strid Ortnamn och kulturlandskap under den äldre järnåldern, NORNA-rapport, Köpenhamn 2011